# My Sweet Lord
"My Sweet Lord" är en låt skriven av George Harrison. Den första versionen spelades inte in av Harrison själv utan av keyboardspelaren och baptisten Billy Preston. Prestons version var producerad av Harrison och gavs ut av The Beatles skivbolag Apple i början av 1970. En tid senare kom Harrisons egen version på hans album All Things Must Pass från slutet av 1970. På inspelningen medverkar bland annat gitarristen Eric Clapton.
Låten blev en stor hit och toppade singellistorna i såväl Storbritannien som USA. Harrisons version är mer hinduisk. Kören George O'Hara-Smith Singers sjunger såväl "Hallelujah!" som Hare Krishna-mantrat i bakgrunden. Hare Krishna-mantrat finns visserligen med även på Prestons version men är betydligt mindre framträdande. Prestons version blir på så sätt mer kristen, Harrisons mer hinduisk.
Harrison anklagades dock att ha plagierat The Chiffons låt "He's So Fine" från 1963. Harrison stämdes, och en domstol bedömde att han "omedvetet kopierat" sången.

## Listplaceringar
| Lista (1970-1971) | Position              |
| ----------------- | --------------------- |
| Australien        | 1 (Go Set)            |
| Danmark           | 1 (DR "Top 10")       |
| Finland           | 5                     |
| Flandern          | 1                     |
| Frankrike         | 1                     |
| Irland            | 1                     |
| Kanada            | 1 (RPM)               |
| Nederländerna     | 1                     |
| Norge             | 1 (VG-lista)          |
| Nya Zeeland       | 1 (NZ Listner)        |
| Schweiz           | 1                     |
| Spanien           | 1                     |
| Storbritannien    | 1                     |
| Sverige           | 1 (Kvällstoppen)      |
| Sverige           | 1 (Tio i topp)        |
| USA               | 1 (Billboard Hot 100) |
| Vallonien         | 1                     |
| Västtyskland      | 1                     |
| Österrike         | 1                     |